# U Piláta
U Piláta je přírodní památka poblíž obce Vitějovice v okrese Prachatice. Oblast spravuje Agentura ochrany přírody a krajiny ČR. Důvodem ochrany je vitální přirozený porost buku na suti, na srázném svahu v údolí Zlatého potoka. Tento porost tak vytváří vhodné podmínky pro vznik květnaté bučiny (Eu-Fagenion) s charakteristickou skladbou rostlin a druhově početnou aviofaunou.

## Historie
Území bylo před vyhlášením lesnicky obhospodařováno, což se projevilo do relativně stejnověké skladby lesa tak i do nízké druhové různorodosti. Chráněné území bylo vyhlášeno dle dokumentu 72/89 ze dne 24. května 1989, který vydal Okresní národní výbor Prachatice.
K roku 2004 se o lesy staral Lesní závod Prachatice, respektive Polesí Vlachovo Březí.

## Přírodní poměry

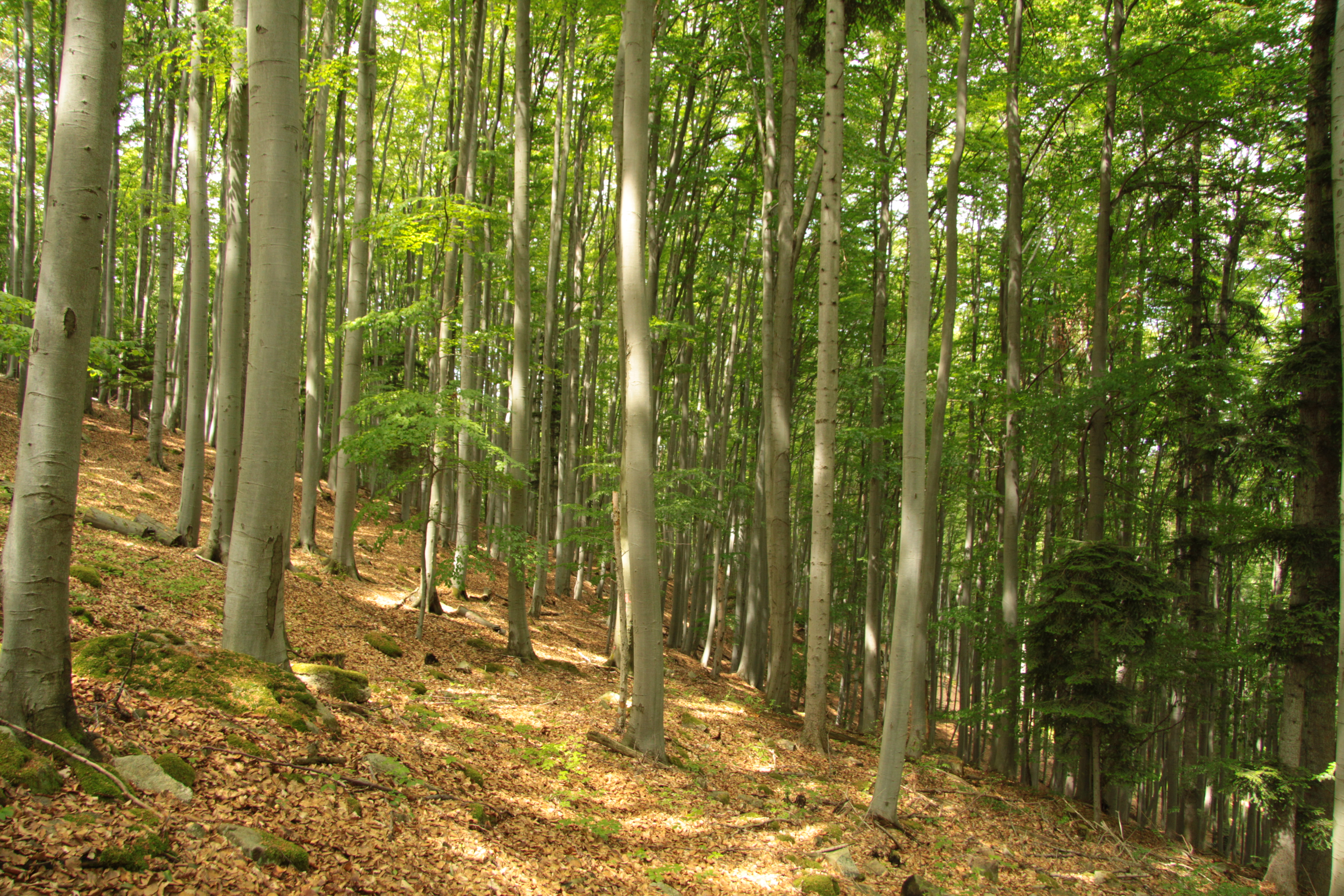
Území se nachází na příkrém svahu kopce

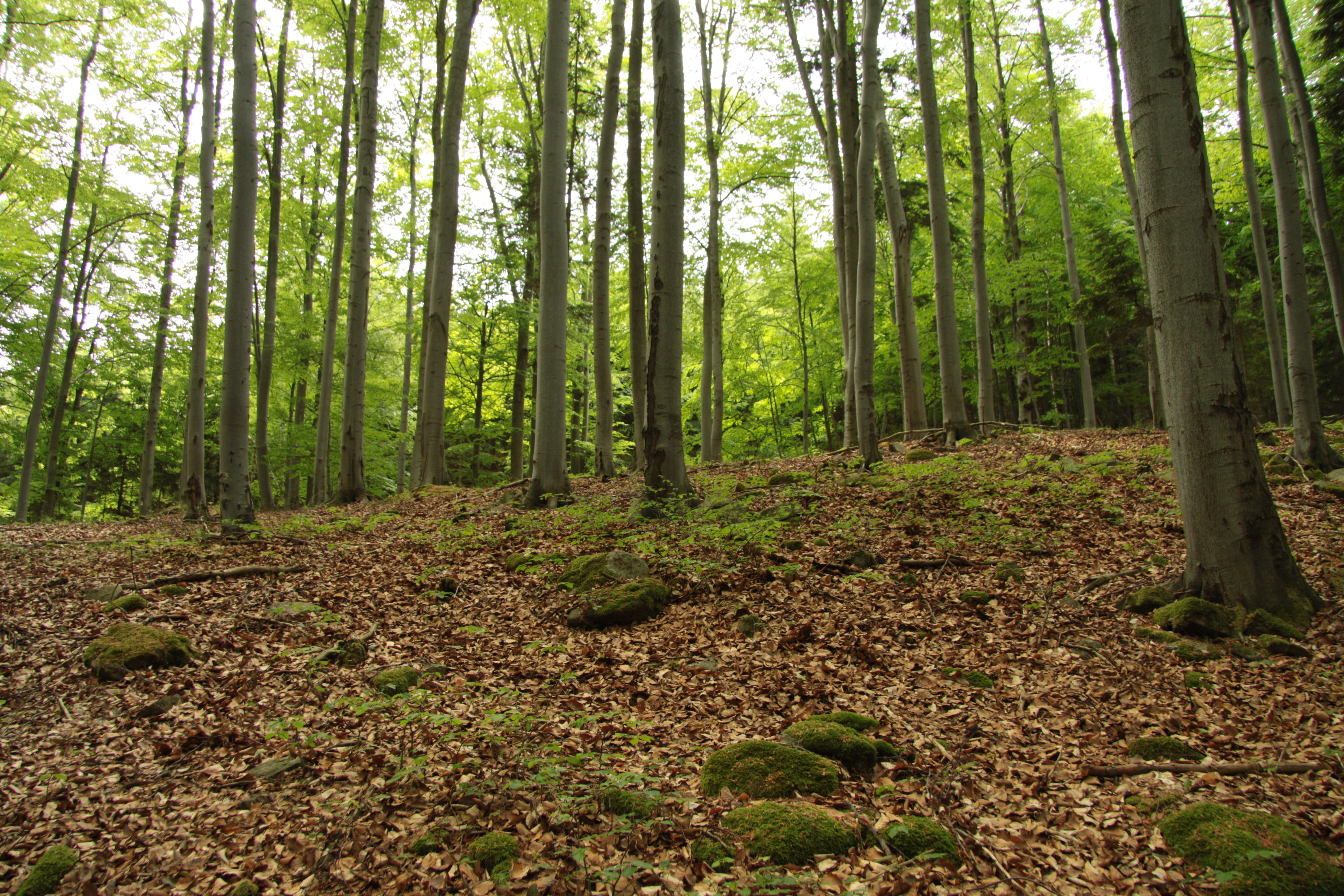
Na povrch vystupující suťové pole

Oblast přírodní památky se nachází nedaleko obce Vitějovice v okrese Prachatice, konkrétně leží na příkrém východním svahu kopce Nebahov (788 m n. m.) spadající do údolí Zlatého potoka. To se odráží i do značné topografie území, kdy nejvyšší bod leží v nadmořské výšce 665 metrů, kdežto nejnižší ve výšce 577 metrů nad mořem. Okolo chráněného území se nachází 50 metrové ochranné pásmo dle zákona.
Území spadá z geomorfologického pohledu do provincie České vysočiny, subprovincie Šumavské soustavy, oblasti Šumavské hornatiny, celku Šumavského podhůří, podcelku Prachatické hornatiny a okrsku Žernovické hornatiny.

### Geologie
Horninový podklad lokality je tvořen granulitem a biotitickým granulitem, který v některých částech lokality vystupuje na povrch jako malé skalní výchozy a suťová pole.

### Hydrologie
Oblast je odvodňována do Zlatého potoka, který se následně vlévá do Blanice.

### Flora

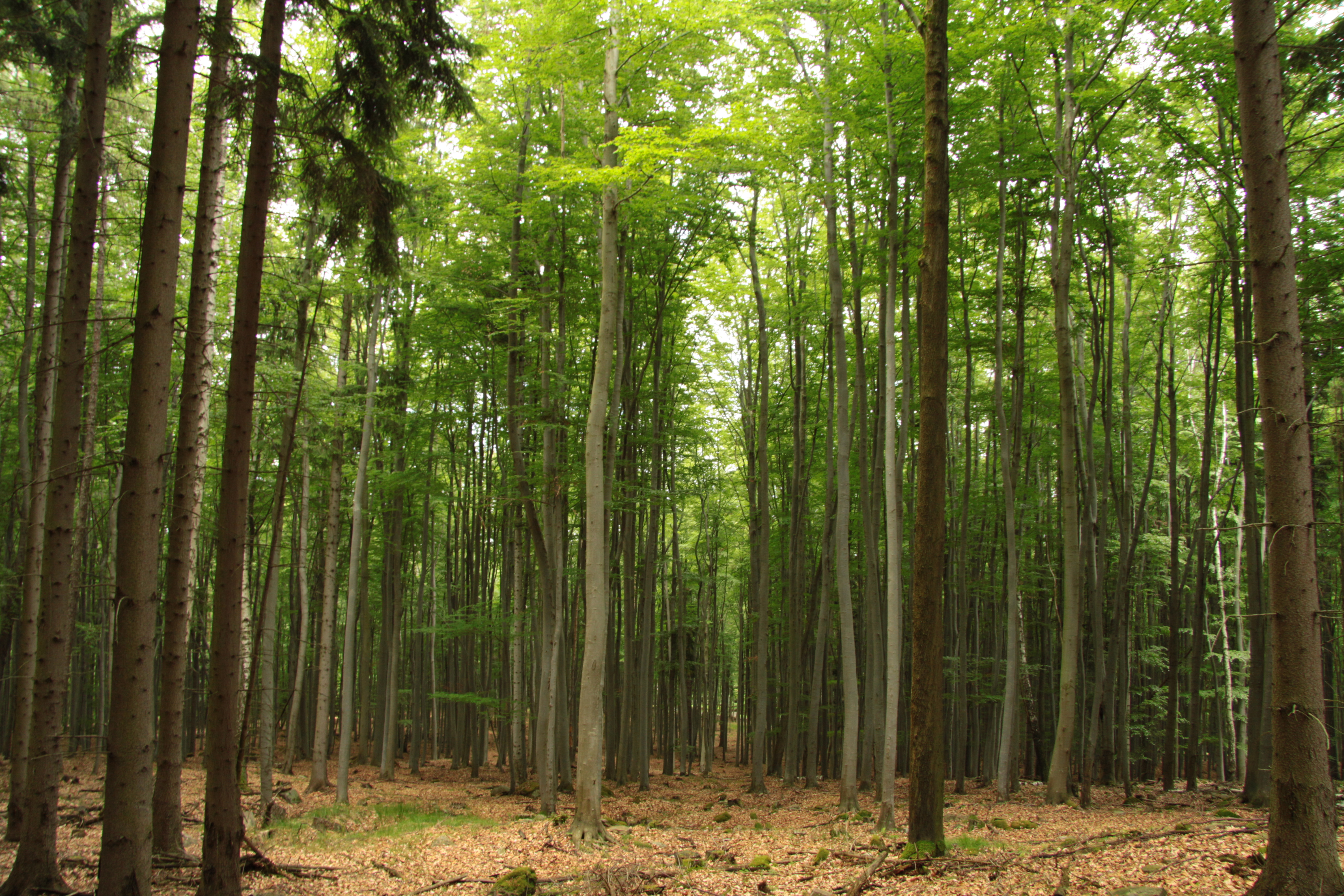
Stromové patro je tvořeno stejnověkým porostem

Oblast přírodní památky je ze 100 % pokryta porostem svazu květnaté bučiny (Eu-Fagenion) s hlavním zástupcem buku lesního (Fagus sylvatica), ve kterém místy rostou jednotlivě jedinci smrku (Picea abies), jedle (Abies alba), jasanu (Fraxinus excelsior) a javoru mléče (Acer platanoides). Při detailnějším pohledu je na 76,43 % území (5,61 ha) zastoupena klenová bučina, na 21,53 % (1,58 ha) se nachází svěží jedlová bučina, 0,27 % (0,02 ha) pak připadá na kyselou jedlovou bučinu a zbylých 1,77 % (0,13 ha) připadá na zakrslou jedlovou bučinu. Stromové patro má přibližně stejnověký charakter, nicméně místy se již začíná objevovat samovolné zmlazování bukových porostů a jednotlivě i málo zastoupené jedle.
Z druhů rostlin zde roste například kyčelnice devítilistá (Dentaria enneaphyllos), lýkovec jedovatý (Daphne mezereum), kostřava lesní (Festuca altissima), bukovník kapraďovitý (Gymnocarpium dryopteris), kruštík širokolistý (Epipactis helleborine). Nicméně z důvodu silného zástinu lokality stromy, není bylinné patro výrazně vyvinuto.

### Fauna
Na lokalitě byly popsány ze zástupců hmyzu například zástupci dvoukřídlých (Diptera) Odinia boletina, dále bezkřídlí nosatečci Acalles camelus. Dále se zde vyskytuje ze zástupců plžů například zemoun skalní (Aegopis verticillus).
Z ptáků se zde vyskytuje například silně ohrožený lejsek malý (Ficedula parva) a dále ohrožený lejsek šedý (Muscicapa striata). oba dva druhy zde pravidelně hnízdí.

## Ochrana

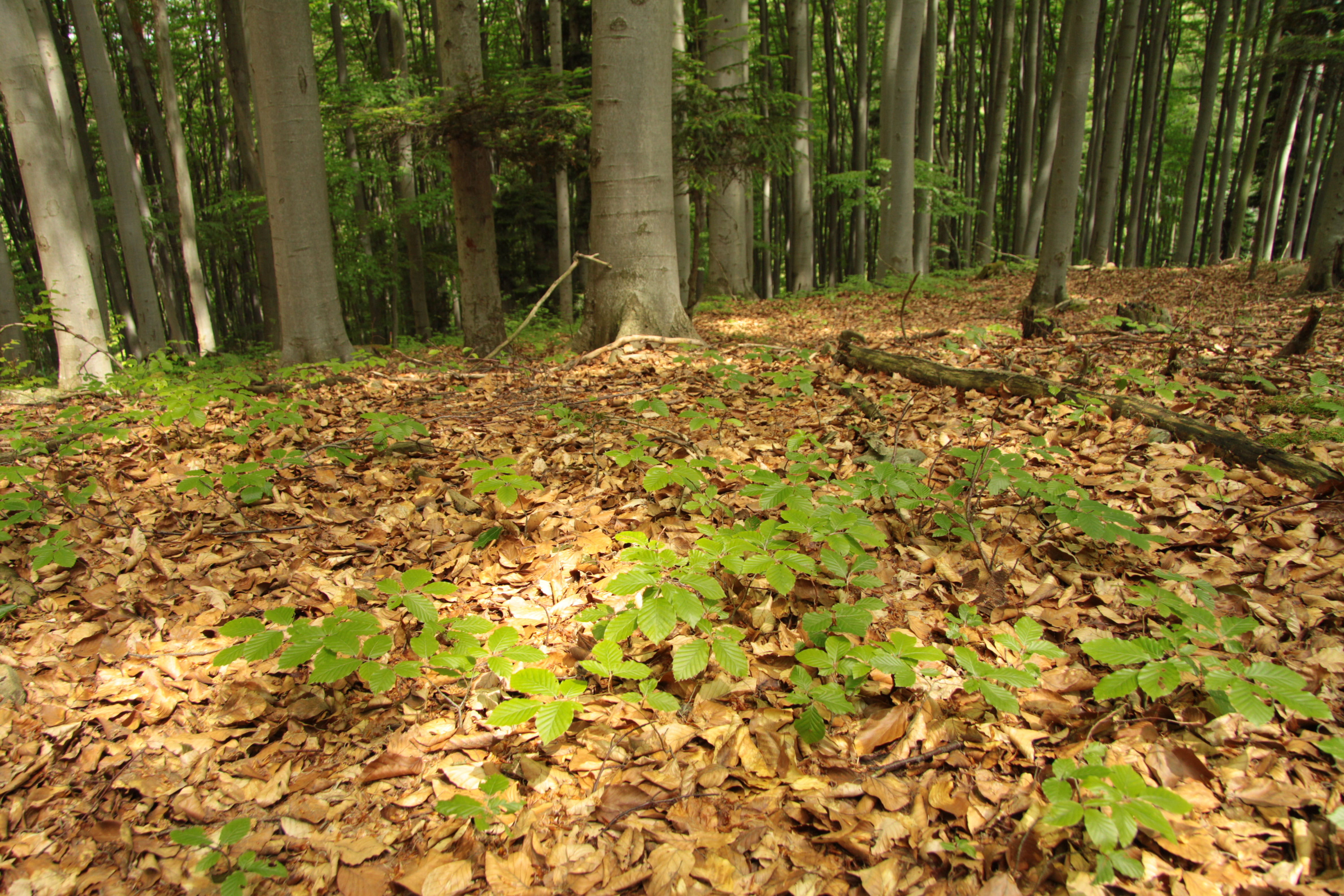
Zmlazování porostu buku v prosvětlené části

V rámci ochrany lokality je prvořadým cílem dlouhodobě zachovat zdejší ekosystém a ten ponechat samovolnému vývoji. K dosažení tohoto cíle je potřeba redukovat výskyt převážně spárkaté zvěře, která nepříznivě působí na samoobnovovací schopnosti lesa a větší rozšíření méně zastoupených druhů stromů. Z výzkumu okolních lesů se ale zdá patrné, že tento stav se daří dosáhnout, jelikož okolní porosty se postupně samovolně obnovují. Plán péče taktéž doporučuje, aby se na lokalitě ponechávala část odumřelé dřevní hmoty, která přispívá k větší druhové rozmanitosti.

## Turismus
Nedaleko přírodní památky vede značená turistická stezka, která prochází kolem Zlatého potoka.